# NGC 7438
NGC 7438 је група звезда у сазвежђу Гуштер која се налази на NGC листи објеката дубоког неба.
Деклинација објекта је + 54° 18' 38" а ректасцензија 22h 57m 20,0s. Привидна величина (магнитуда) објекта NGC 7438 износи 13,3.